# 護岸

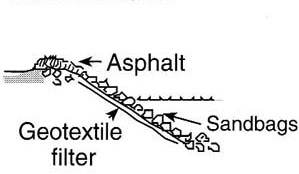
ジオテキスタイルフィルターによるアスファルトと土のう護岸

護岸（ごがん、英: Revetment）は河川の修復や河川工学または沿岸工学において流入する水のエネルギーを吸収するような方法で土手または崖の上に置かれる傾斜した構造物。
軍事工学では傾斜面を持った構造物を意味し、砲撃、爆撃、または貯蔵された爆発物から領域を確保するために形成されているものを表す。
河川や沿岸の護岸は通常、既存の岸線の用途を維持し、侵食に対する防御として斜面を保護するために建設されている。

## 淡水域の護岸

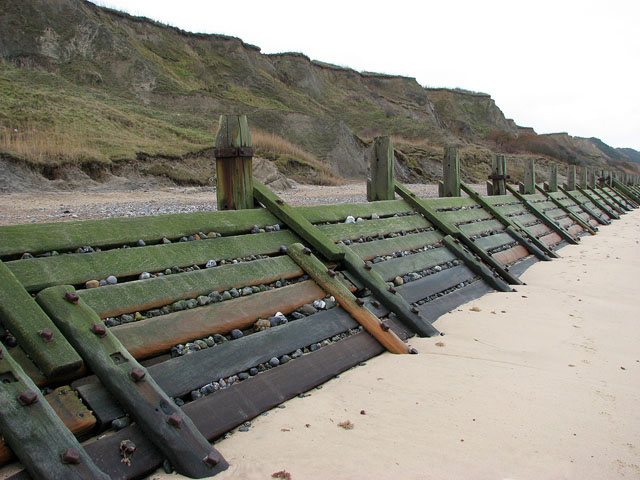
木製の護岸

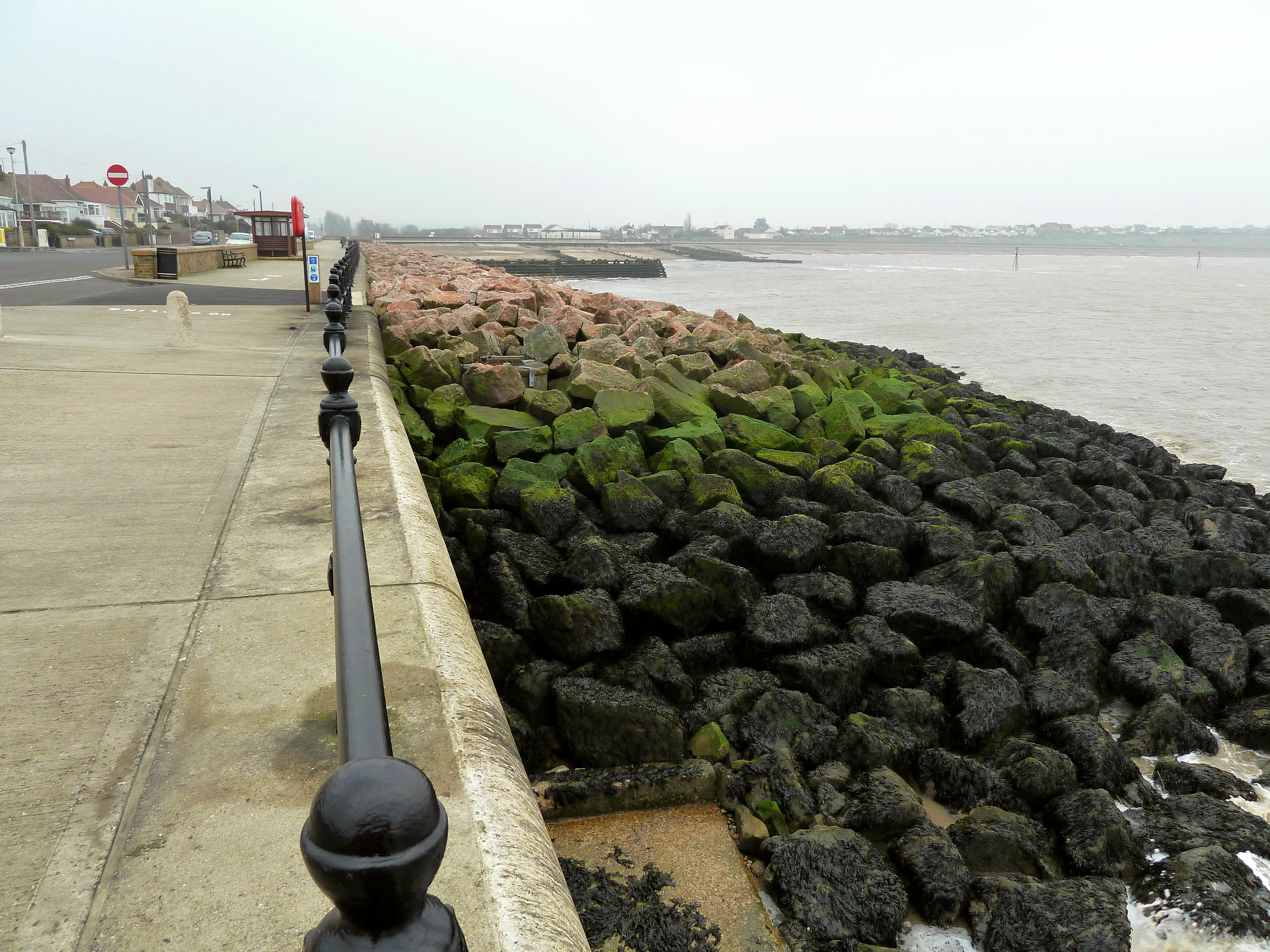
ロックアーマーの護岸

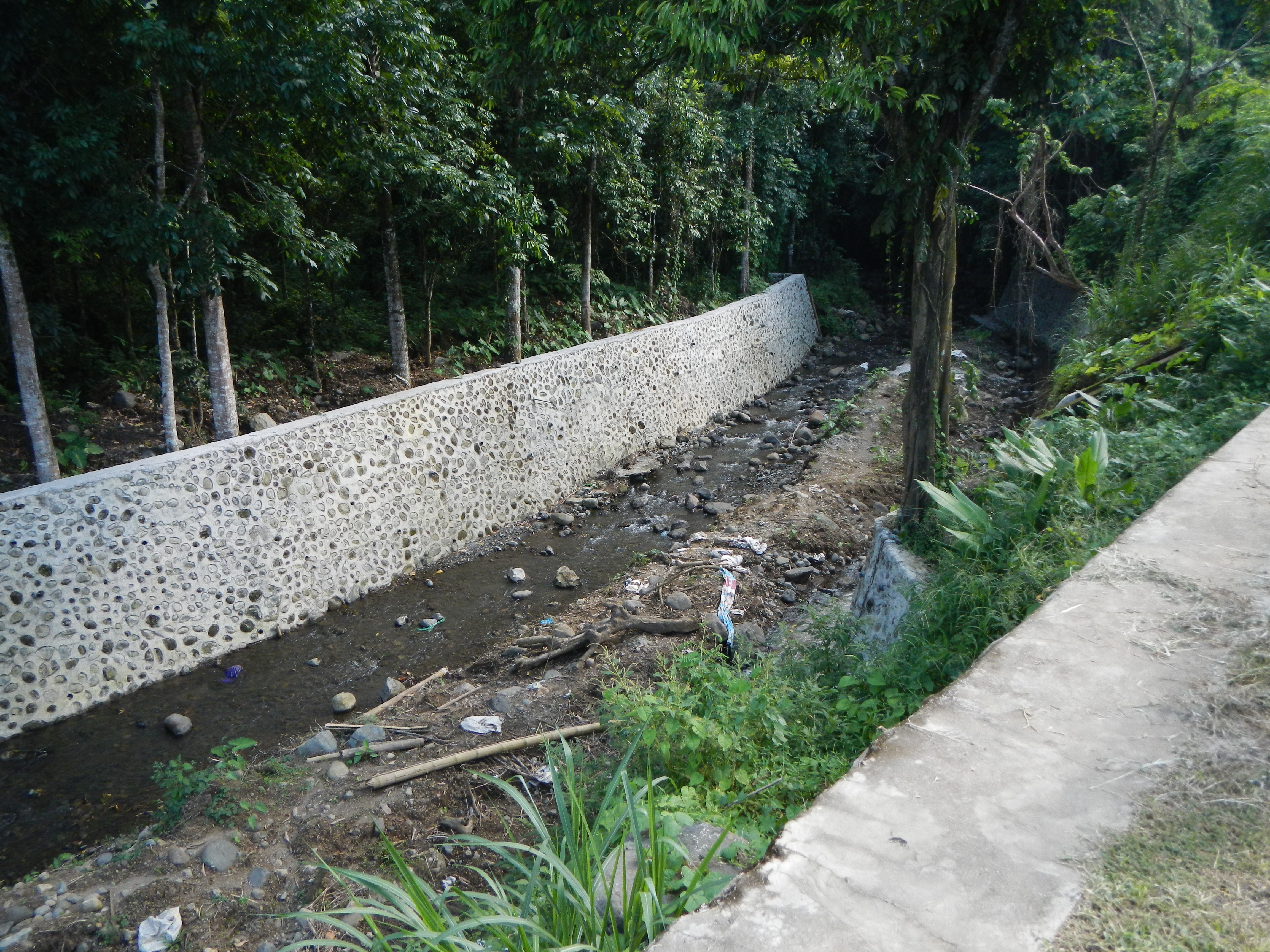
Oples川沿いの堤防護岸（ Liliw、Laguna ）

河川の護岸は川を流れる水の浸食作用などから河岸の現地盤や堤防、水門など河川に設置する諸施設を保護するため、川を流れる水があたる斜面部すなわち法面に設けられる施設。
法面を覆うような構造のものが一般的で、斜面部を被覆して侵食から守り、流水などが堤防陸地側へ浸入するのを防ぐ。
日本の河川は掘り込みの河川のほかには、常に水が流れる低水部と平場の河川敷となる高水敷、堤防で形成される高水部という断面でみると台形の複合型となっているタイプがある。このため洪水時の堤防保護を目的とした護岸と、低水路の流れを安定させるとともに高水敷の洗掘を防ぐための護岸とがあり、前者は高水護岸もしくは堤防の全面を直接保護するので堤防護岸と呼ばれ、後者は低水護岸と呼ばれる。
多くの護岸は、河川、湖沼から、淡水を貯水するために使用されている人工貯水池を、特に洪水や雨季期間中の損傷を防止するために、多くの材料が活用される。例えば木の杭、ゆるく積み重ねられた岩または具体的な岩石の使用（捨石を参照 ）もしくはより堅くした土構造など。
具体的な護岸例としてミシシッピ川を制御するために使用されているのは、インフラストラクチャの最も一般的な形式 1,000マイル (1,600 km) もの距離の中、川の湾曲に配置されたカイロ、イリノイ州とメキシコ湾では頻繁に小さな部のうちに改修し、自然の浸食進行を和らげている 
護岸構造は一般的に法覆工、法留工（法止め）、根固め工の3部分からなるが、湾曲部など洪水時に流れが特に強い場所には水制を併用するため、河川では護岸を広い意味に用いるとき、岸から川の中へ突き出すタイプの水制などの工作物も護岸に含めることもある。
法覆工は前述の解説にある、法面を覆っている部分のことで、河川の流勢や河道の性質に応じてコンクリートのほかにレンガや張芝、蛇籠やふとん籠と石材など、法面を保護する部材やタイプが決定されている。またコンクリート型の場合、これまでは生コンクリートを搬入し現地施工で法覆するタイプが主流であったが、その後コンクリート製の護岸用ブロックを用いるタイプなどが主流となっている。コンクリートタイプは必要に応じて法面と護岸間に止水シートや土砂の吸い出し防止材、裏込め材を設ける。
そして護岸延長と材質、河道状況に応じて分節ごとに隔壁を、また護岸端末には小口止を設ける必要があるほか、端末保護と河岸現地盤へのすり付け区間を設けて設置する場合や、護岸上部にも必要に応じて天端保護を設けることもある。
法留工は上記の法覆を支える基礎構造物で、さらに杭、土台木、矢板などを打ち込むことによって止水して斜面の滑り出しを防ぐ。元々は施工現場で型枠を施工してコンクリートを流し込んで造られていたが、日本では河川によっては形状が指定されている場合もあるため、こうした河川ではブロックメーカーによって指定形状の法留をプレキャスト化したものが造られ導入されている。
根固め工は洗掘の防止の他にプラスして魚類水性生物のすみかになるよう設計施工する場合も多くみられる。木材や粗朶などを用いる沈床、捨石、籠材を用いた籠工、枠工のほか、後述の根固めブロックと呼ばれるコンクリート異形ブロックなどを用いた層積み型や乱積み型といったものが用いられる。
護岸の施工に際して、法留の背後は施工の際に浸透水が生じるため十分に土砂締固めができないこともあって、雑石などを用いた裏込め材で対応している。また背後地の土質は重要で、河川でもともと曲線だった部分をまっすぐに埋め立てた地形等が施工工区であると、一般的に地盤が緩いことが多いが、土質が悪い場合は護岸ブロックの傾きに加え、基礎沈下も起きる可能性がある。このような場合軟弱地盤を前提とした対処が必要となる可能性もあるが、設計の際にも施工の際にも土質調査は必須条件にはなっていないことが大半であるため、亀裂などが不可抗力的に生じる可能性がある。そして工事による地盤の締め固め不足や、さらに緩い地盤へ水が浸透して地盤内の水位が上がれば、内側から護岸を圧迫するなどの複合的な原因から亀裂や崩壊が引き起こされることも考えられる。

## 沿岸防衛としての護岸
海岸における護岸では、主に高潮や波浪から沿岸の人命・施設を防護し、海岸の浸食を防止することを目的として設置される。
かつては木のフレームに板を組み合わせた木製の護岸設備が普及していたが、 消波ブロック（代表的なものにテトラポッド）や護岸壁などコンクリート製の構造に大部分が置き換えられている。

## 根固めブロック

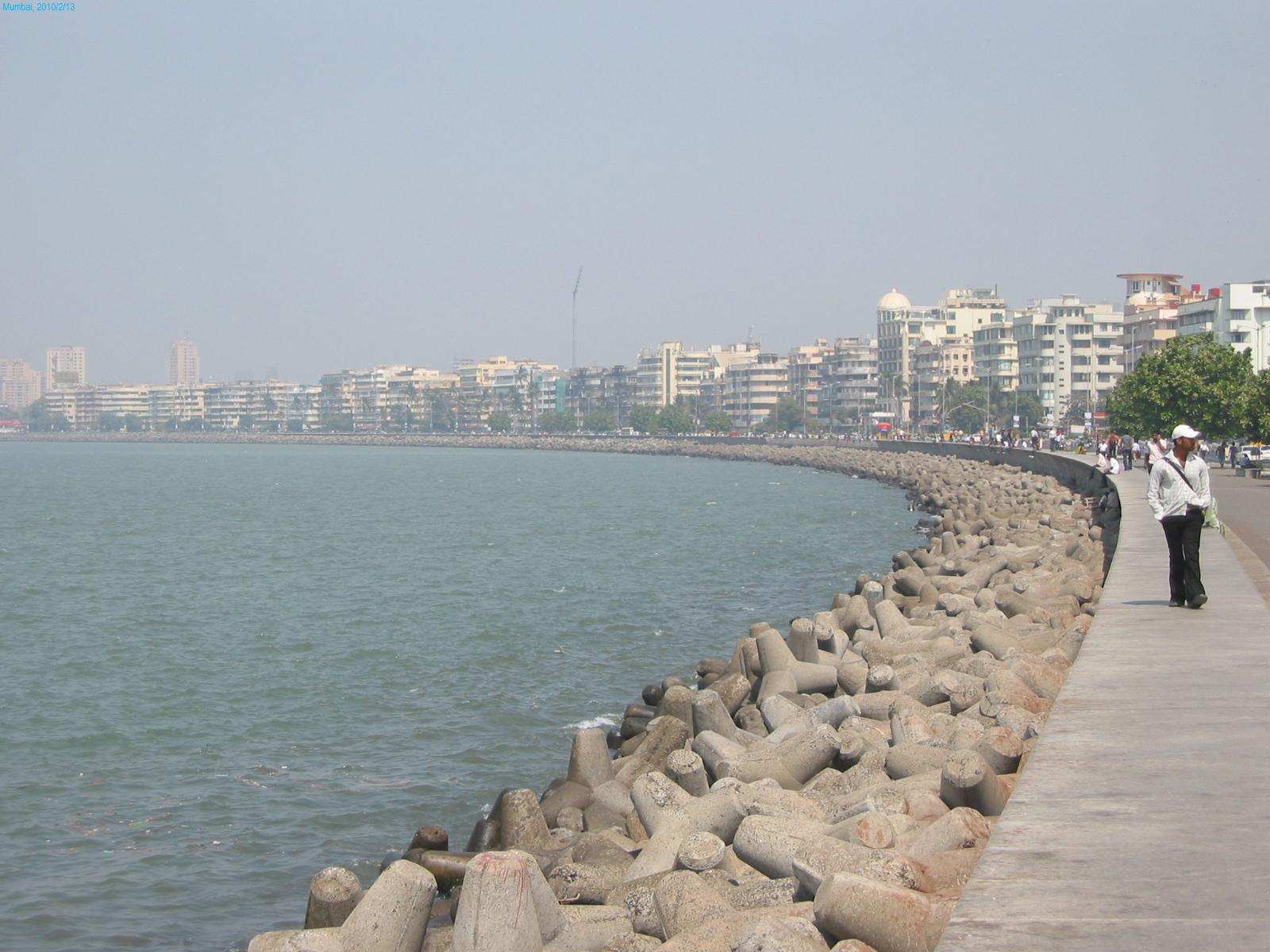
ムンバイのウォーターフロントに沿うテトラポッドの護岸

沿岸工学では、テトラポッドに代表される消波ブロックは防波堤の装甲部として使用されるコンクリート構造で、4本足のテトラポッドの形状は反対方向ではなく水を周囲に流すことで入ってくる波の力を消散させ、ランダムな分布を互いに連動させることによって変位を減らすように設計されている。
河川護岸においても根の部分、法先も海岸沿岸同様にブロックで固めて、河川流の力を分散制御し洗掘と河岸侵食による護岸の崩壊を防ぐとともに、澪筋などをコントロールし、河床の最適状態を制御する。

## 要塞

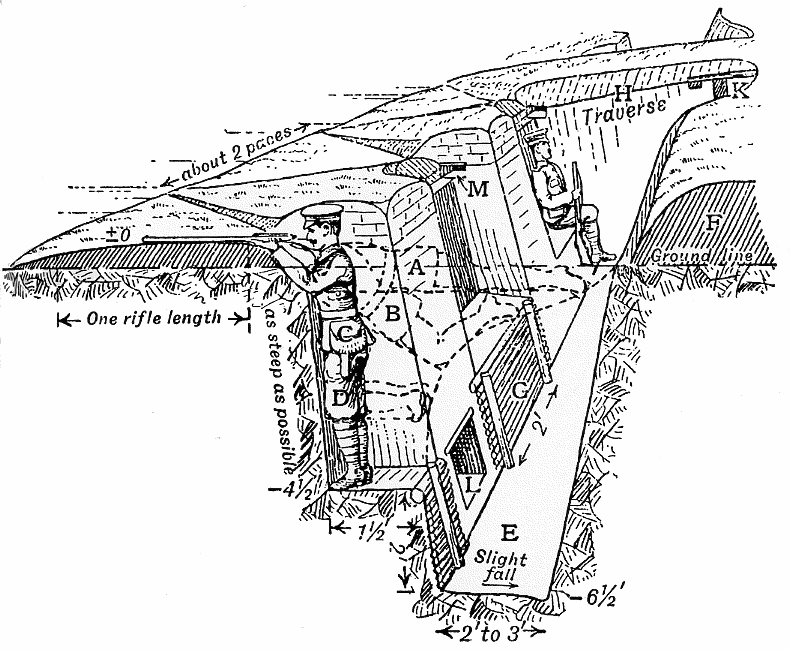
第一次世界大戦における、イギリスによる擁壁護岸付き塹壕建設のための解説図 。立っている兵士の前の部分が擁壁護岸である。

アメリカ国立公園局によると、アメリカ南北戦争における護岸の軍事採用について以下のように言及している。
護岸は塹壕の内部斜面を支えるために構築された擁壁と定義されている。丸太、木の板、フェンスレール、粗朶、蛇籠、ハードル、砂または石などで構築される。護岸を施した塹壕は敵の砲火から優れた防護能力を持ち、最も重要な点は塹壕内部の傾斜をほぼ垂直に保つことである。石材で作られた護岸は耐久性に優れ、多孔質の砂質土壌では、樹脂の多い松やヒノキやなど丸太の護岸もいくつか保存されている。 塹壕が放棄された後は、他の用途に使うため多くの丸太または横木の護岸が持ち去られ、内部の斜面は急速に崩れた。塹壕が侵食された場合においても、護岸を設置した状態では内部の傾斜はより垂直を保っているように見られる。。

## 種類
- 環境護岸
- ブロック張り護岸
- コンクリート製護岸
- 木製護岸
- 石積護岸
- コンクリートブロック積
- 擁壁護岸
- 近自然護岸
- 緩傾斜護岸
- 親水護岸
- 緑化護岸
- 階段護岸
- 覆土護岸
- 修景護岸

## 護岸に絵
80年代後半から90年代前半にかけて、建物に施されるスーパーグラフィックスのように河川護岸のうち堤防護岸・高水護岸や水門ゲート、トンネルの坑口や擁壁などコンクリートの広面積が生じる箇所に絵を描く事例が見受けられた。現在でも、南沢川水門（宮城県登米市津山町柳津）や古川水門（東京都港区海岸）など、水門などに当時描かれたと思しき絵画や模様などが残るものがある。90年代初頭には、陶芸の町として知られる多治見市を流れる土岐川のように陶製タイルを貼って図柄を描く手法や、レリーフをほどこすもの、あるいは化粧型枠で模様をつけるものも多く見受けられたが、多くの土木景観に関する識者や研究者からの相次ぐ批判により、実施事例は少なくなる。
山梨県(2018)や国土交通省河川局が発表した河川景観に関するガイドライン(2006)留意点 4：護岸の模様、など「控えめで周囲の中にとけ込む風景づくりを基本に考え、護岸に絵や模様を描かないようにする。」としており、理由として佐々木(1994)は、土木構造物に生じる広面に絵を描いたことによって、風景全体のバランスが崩れてしまうこと、時間とともに汚れて見苦しくなること、一方で見苦しくならない塗料を開発しても、周囲の木々は季節とともに色を変えていくのに、絵だけはいつまでも同じ色で輝いているという違和感を生じさせること、絵の題材に対し現在だけでなく将来においても全ての人々に受け入れられるようなものを特定することが困難なことなどで、公共性の高い土木構造物のデザイン手段として、不適当であることを挙げている。
一方でうるま市教育委員会主催津波防止用護岸に絵を描く「平宮護岸アートコンクール」
や、横須賀市馬堀海岸の護岸壁に描かれたアートペイントを展示する「うみかぜ画廊」、新潟西海岸消波ブロックにペンキで絵を描く「ブロックアート」若洲海浜公園『SEA-FRONT-MUSEUM』、一般社団法人沖縄青年会議所主催沖縄市後援の「泡瀬の護岸に絵を描こう」など、海岸線に沿う護岸などに対しては頻繁に絵画が描かれる。
河川での近年の取り組み事例では、一般社団法人ソトノバは2017年12月初旬、街おこしプロジェクト「染の小道」の実行委員有志による、実験プロジェクトで東京都新宿区の落合・中井エリアを流れる妙正寺川の護岸に染物の文様を描いているほか、落書き防止の意味合いで実施事例がいくつか紹介がなされている。
なおこうした「護岸のペインティング」は屋外広告物に該当するが、東京都屋外広告物条例では護岸に描かれるのは屋外広告物の設置対象場所ではないため、条例に基づく「適用除外の審査」が必要になる。また、道路を使用する場合や道路交通安全上の視点から「ペインティング」が目立つ場合は、交通管理者や道路管理者と事前協議を行う必要が生じる。そして費用は申請者の負担であり、ペインティング掲示期間も永続的ではなく、後の現状回復も実施者当人の自己費用で行う必要がある。

### 要塞
- ピサの護岸
- 蛇籠の護岸

### 河川と堤防の管理
- EPA - リバーベンドプロジェクト
- 堤防と護岸の定期メンテナンス
- 軍艦島のコンクリート製護岸
- US DOT - Riprap Revetmentのデザイン